# Koller (Burg-Reuland)
Koller ist eine Einzelsiedlung in der belgischen Eifel mit 10 Einwohnern (Stand am 31. Dezember 2016), die zur Gemeinde Burg-Reuland in der Deutschsprachigen Gemeinschaft gehört.